# Mulondo
Mulondo ist eine philippinische Stadtgemeinde in der Provinz Lanao del Sur. Sie hat 16.067 Einwohner (Zensus 1. August 2015).

## Baranggays
Mulondo ist politisch in 26 Baranggays unterteilt.
| - Bangon - Bubonga Guilopa - Buadi-Abala - Buadi-Bayawa - Buadi-Insuba - Bubong - Cabasaran - Cairatan - Cormatan - Poblacion (Dado) - Dalama - Dansalan - Dimarao | - Guilopa - Ilian - Kitambugun - Lama (Bagoaingud) - Lilod - Lilod Raybalai - Lumbaca Ingud - Lumbac (Lumbac Bubong) - Madaya - Pindolonan - Salipongan - Sugan - Bagoaingud |